# Асинхрона машина
Асинхрона (индукциона) машина је врста електричне машине за наизменичну струју. Код асинхроних машина, брзина обртања ротора и брзина обртања обртног магнетног поља нису сихнронизоване, па отуда име. Асинхроне машине за разлику од синхроних машина не могу да производе реактивну снагу, па се углавном користе као електромотори.

## Подела
1. Бесколекторске машине
2. Колекторске машине

## Принцип рада
Нека је статорски намотај машине прикључен на систем наизменичних трофазних напона. Када кроз намотаје статора протичу трофазне наизменичне струје, оне стварају обртно магнетско поље, које обрће ротор брзином Ω. Обртно поље ротира у зазору и затвара се кроз статор и ротор, због чега се у проводницима индукују одговарајуће електромоторне силе.
У намоту статора јавља се контраелектромоторна сила Es која држи равнотежу прикљученом напону статора U и чији се модуо разликује за неколико процената од доведеног напона, због пада напона на омској отпорности и реактанси расипања. У намотају ротора се такође индукује електромоторна сила. Ако је електрично коло ротора затворено, кроз њега ће протицати струја Ir, чија је активна компонента истог смера као и индукована електромоторна сила. Пошто се проводник са струјом Ir налази у магнетском пољу, на њега ће деловати електромагнетна сила F која ће обртати ротор у смеру обртања обртног магнетног поља. Збир свих производа појединачних сила у проводницима ротора и полупречника представља обртни моменат електромагнетних сила машине. Како се енергија са статора на ротор преноси путем електромагнетне индукције, асинхроне машине се често називају и индукционе машине.
Ротор не може никада постићи синхрону брзину, односно брзину обртања магнетног поља. Ако би се ротор окретао синхроном брзином, онда не би било релативне брзине између обртног поља и ротора, због чега магнетни флукс не би пресецао проводнике ротора и не би постојала индукована електромоторна сила у намотајима ротора, а без ње ни струја, електромагнетна сила и обртни моменат. Због мањка/недостатка момента, ротор би почео да успорава и да заостаје, због чега би проводници поново почели пресецати магнетни флукс и појавио би се обртни моменат. Када ротор није оптерећен радном машином (асинхрони мотор у празном ходу), тада ротор мора да савлада само механичке губитке услед трења у лежајевима и трења ротора о ваздух. Како су губици услед трења и вентилације мали, тада се ротор окреће брзином која је врло блиска синхроној брзини.
Намотаји су по својој природи омско-индуктивног карактера. За магнећење магнетног материјала и ваздушног зазора између статора и ротора потребна је реактивна енергија. Како асинхрона машина не може да производи реактивну енергију, она је мора узимати из мреже. Струја коју напон мреже тера кроз намот ће увек бити индуктивна. Због тога је асинхрона машина у и моторском и у генераторском режиму потрошач реактивне енергије, што је један од основних разлога зашто се асинхрона машина користи претежно као мотор. У генераторском режиму асинхрона машина се користи у оквиру аутономних електроенергетских система и тада се реактивна енергија обезбеђује из кондензаторске батерије. У великим индустријским потрошачима са пуно асинхроних мотора великих снага, често се постављају статички компензатори (углавном кондензаторска батерија) за поправку фактора снаге, да се реактивна енергија не повлачи из мреже, с обзиром да се плаћа.

## Клизање
Разлика између брзине обртања ротора и брзине обртног поља описује се величином која се назива клизање. Клизање се израчунава по формули:
{\displaystyle s=100\cdot (N_{sin}-N_{AM})/N_{sin}[\%]}
где је:
- {\displaystyle N_{sin}} - синхрона механичка брзина обртања
- {\displaystyle N_{AM}} - асинхрона (стварна) механичка обртања ротора

Синхрона механичка брзина обртања зависи од број пари полова и износи
{\displaystyle N_{sin}={\frac {60\cdot f_{2}}{p}}}
| Број полова | Број пари полова | nsin 50    | nsin 60    |
| ----------- | ---------------- | ---------- | ---------- |
| 2           | 1                | 3000 min-1 | 3600 min-1 |
| 4           | 2                | 1500 min-1 | 1800 min-1 |
| 6           | 3                | 1000 min-1 | 1200 min-1 |
| 8           | 4                | 750 min-1  | 900 min-1  |

Клизање при називном оптерећењу, sn, износи од 10% за моторе малих снага до 2% за моторе великих номиналних снага. Како је
{\displaystyle N_{sin}=N_{AM}+s\cdot N_{sin}},
{\displaystyle \omega _{2}=\omega _{m}+s\cdot \omega _{2}=\omega _{m}+\omega _{1}}
{\displaystyle \omega _{1}=s\cdot \omega _{2}}
добија се да је фреквенција струје у ротору
{\displaystyle f_{1}=s\cdot f_{2}}.
Вредност фреквенције струје у ротору у номиналном режиму износи неколико херца, па су губици у ротору услед хистерезиса и вртложних струја занемарљиви у односу на губитке у статору.

## Конструкција
Статор асинхроне машине се израђује од феромагнетног материјала у облику лимова, који се слажу у пакете потребне дужине, при чему се између лимова поставља изолација. Овакво ламелирање се врши како би се смањили губици услед хистерезиса и вртложних струја. Магнетни лимови од којих се прави језгро су легирани силицијумом ради сузбијања губитака због хистерезиса, пошто додатак силицијума сужава хистерезисну петљу, а легирањем се повећава електрична отпорност лимова, због чега се смањују вртложне струје и губици услед њих. Жлебови у које се смештају намотаји статора могу бити полузатворени за снаге до 200 kW, а изнад 200 kW се користе отворени. Отворени жлебови се користе и у нисконапонским, а нарочито у високонапонским асинхроним машинама. Подела на облик жлеба (утора) у зависности од затворености није стриктно везана за снагу машине, већ се више везује за величину машине и за напон на који се прикључује машина.
Ротор машине се такође прави од феромагнетног материјала пошто у намотају ротора протиче наизменична струја. Намотаји се на ротор смештају на два начина, због чега се разликују две подгрупе асинхроних машина. У зависности од начина смештања намотаја постоје машине са мотаним намотом или клизно-колутне машине и кавезни асинхрони мотори. 
Код клизно-колутних машина ротор може имати трофазни намотај, чији се почеци изводе на три клизна колута, док се крајеви везују у звездиште. Сврха клизних колутова је могућност спољног приступа намотају ротора. По клизним колутовима клизе четкице које су причвршћене за статор и чији су крајеви изведени на статор. На овај начин је омогућено довођење и одвођење електричне енергије. Клизни прстенови се могу кратко спојити, чиме трофазни роторски намотај постаје кратко спојен намотај, при чему се четкице подижу.
Код кавезних краткоспојених мотора, намотај ротора се улива у жлебове и спаја са обе стране краткоспојним прстеновима. Намотај је од бакра и алуминијума. Кавезни намотај је потпуно кратко спојен што значи да нема електрични приступ роторском намотају, а тиме ни потребе за четкицама, које су најчешћи разлози отказивања машине. Алуминијумски роторски кавез се улива у набијени лим пакет ротора на вратило ротора под притиском. Бакарни кавезни намотај се прави од бакарних шипки, које се полажу у жлебове и на својим крајевима заварују међуметалом за краткоспојни прстен.

### Једнофазни асинхрони мотор
Асинхрони мотор може радити и са само једном фазом (без обртног магнетског поља), али у том се случају не може сам покренути (нема полазни момент) и смер обртања зависи од смера спољашњег почетног момента. Услов развијања временски непроменљивог поља за ову машину се не може задовољити због пулсирајућег поља.
Ови проблеми се решавају додавањем полова са кратко спојеним намотом или помоћном фазом у којој се постиже вештачки фазни помак струје - обично серијским спајањем кондензатора (који се након залета мотора може и искључити). Овакви мотори се широко користе у кућним апаратима.

## Регулација брзине
Како је брзина обртања машине дата формулом:
{\displaystyle N_{sin}={\frac {60\cdot f_{2}}{p}}}
следи да се на брзину обртања мотора може утицати променом броја пари полова или мењањем учестаности напајања. Пре развоја јефтиних уређаја енергетске електронике, било је тешко мењати фреквенцију струје мотора, па је употреба оваквих машина била ограничена.
За контролу брзине обртања асинхроне машине користе се инвертори. Најкоришћенија техника за регулацију фреквенције је импулсно-ширинска модулација (енгл. Pulse Width Modulation, PWM). Инвертор нема способност да претвара једносмерни напон у идеалан (простопериодичан, тј. синусни) наизменични, већ се погодним избором трајања и поларитета добијају правоугаони импулси одређене ширине и високе учестаности (и преко 20 kHz за мале снаге). Када се такав низ импулса напона примени на RL потрошач као што је намотај статора, струја која протиче има таласни облик врло близак синусном. За велике вредности струје, фреквенција импулса је нижа, те се употребљавају филтри којима је струја додатно филтрира ка синусном облику, потребном за најефикаснији рад асинхроне машине.
Овом методом је могуће регулисати и вредност напона који ће се довести на мотор, јер радна машина захтева одређен обртни момент од мотора, а који зависи од напона напајања, фреквенције и клизања. 
Обични асинхрони мотори се могу користити са инверторима, али због високих напонских импулса који прате њихов рад, препоручује се кориштење асинхроних мотора посебно тестираних за ту сврху (енгл. inverter-rated motor), са бољом изолацијом намотаја.

### Однос напон - фреквенција
При кориштењу уређаја за промену брзине асинхроне машине, мора се водити рачуна о односу између напона и учестаности, V/Hz. Овај однос мора бити приближно константан да не би дошло до прегревања намотаја због превелике струје.
У континенталној Европи уобичајене вредности су за напон 220 V и 50 Hz за учестаност струје, што даје однос 4,4. Ако машина мора да ради са половином брзине (25 Hz), онда напон мора да се смањи на око 110 V.
Ако ово није урађено, магнетно поље ће бити прекомерне јачине, за чега је потребна висока вредност реактивне компоненте струје, која може довести до прегревања намотаја, топљења изолације и затим пробоја намотаја. Дакле, овај однос напона и фреквенције мора да се прати при свим брзинама мотора.